# Берегова охорона Грузії

Берегова охорона прикордонної поліції Грузії (груз. სანაპირო დაცვა) — морські сили прикордонної поліції Грузії, які підпорядковуються Міністерству внутрішніх справ. Вона несе відповідальність за морську охорону всіх 310 км берегової лінії (190 миль) Грузії, а також грузинських територіальних вод. Основними завданнями берегової охорони є управління територіальними водами, захист від забруднення морського середовища, морські правоохоронні функції, пошуково-рятувальні операції, безпека портів і морська оборона.
Колишній військово-морський флот Грузії за наслідками війни 2008 року, в 2009 році був переведений до берегової охорони.
Штаб-квартира та основна база берегової охорони знаходяться в чорноморському порту Поті. Друга, менша база знаходиться в Батумі, Аджарія. Окрім сил дислокованих у Поті, берегова охорона також має спеціальний контртерористичний загін. Морський спостереження радіолокаційними станціями здійснюються в містах Анаклія, Поті, Супса, Чаква і Гоніо, і охоплюють всі територіальні води Грузії.
З 2012 року командувачем грузинської берегової охорони є капітан 2 рангу Лаша Харабадзе.

## Історія
Реформа берегової охорони є однією з найбільш успішних реформ в системі МВС. З кінця 2008 р., відповідно до рекомендацій різних міжнародних експертів, з метою оптимізації державних ресурсів та підвищення ефективності морських сил Берегова охорона та військово-морський флот були інтегровані в єдину морську силу як берегова охорона в рамках Прикордонної поліції МВС Грузії. Відділ Берегової охорони прикордонної поліції МВС сформовано як багатофункціональне морське агентство, яке самостійно або у співпраці з іншими відповідними органами, що займаються контролем за правовим режимом територіальних вод Грузії, здійснює морську оборону, прикордонні поліційні функції, юридичну та адміністративну діяльність, здійснює пошуково-рятувальні роботи та охороняє морське середовище. Під час воєнного стану берегова охорона здійснює функції ВМФ.
Стратегія управління державним кордоном, яка базується на моделі інтегрованого управління кордонами, вважається основним документом. Метою цього документу є координація та співпраця між усіма відповідними органами та установами, що займаються прикордонною та морською безпекою, підтримкою міжнародної торгівлі та регіонального прикордонного співробітництва.
Берегова охорона прикордонної поліції Грузії активно співпрацює з іншими суб'єктами охорони державного кордону та морської безпеки, а також державними та місцевими урядовими органами Грузії.
Незважаючи на важкі наслідки російської агресії 2008 року, інфраструктура Берегової охорони прикордонної поліції Грузії була повністю відновлена. Корабельні катери були модернізовані. Сучасні радіолокаційні станції берегової охорони охоплюють все узбережжя Грузії, а також територіальні води та виняткову економічну зону Грузії.
30 вересня 2016 р. в м. Балтимор, США було передано патрульні катери типу «Айленд» WPB 1340 Jefferson Island і WPB 1345 Staten Island, виведених зі складу берегової охорони США.

## Об'єднаний центр морських операцій
За сприяння дружніх країн створюється Об'єднаний центр морських операцій (Joint Maritime Operations Center). JMOC є ефективним внутрішнім та міжвідомчим засобом співпраці, що підвищить спроможність національних агентств забезпечувати безпеку в Грузії.
Головне завдання центру полягає у запобіганні та виявленні незаконних дій та морських інцидентів у морському просторі Грузії та координації спільних заходів щодо вирішення цих проблем з метою забезпечення регіональної стабільності. Центр, будучи координатором спільних морських операцій, створюється під управлінням берегової охорони прикордонної поліції МВС Грузії та буде оснащений спільними системами управління, контролю, зв'язку та морського нагляду та відповідної інфраструктури.

## Бази

### ВМБ Батумі
пост берегової охорони в селищі Анаклія (Зугрідскій муніципалітет) — побудований за допомогою США, включає в себе пункт управління БОХР; РЛС виявлення морських цілей (вартість станції близько 540 тис. доларів США) й трансформаторну підстанцію; пост берегової охорони в містечку Чакві — побудований за допомогою США, включає в себе РЛС (вартість станції близько 600 тис. доларів США); пост берегової охорони в Гоніо — введений в експлуатацію в січні 2009 року, побудований за допомогою США, включає в себе РЛС виявлення морських цілей (вартість станції близько 500 тис. доларів США).

## Корабельно-катерний склад
| Бортовий №                | Фото                      | Назва                     | Проект                    | Введений до складу        | Зауваження                |
| Корабельно-катерний склад | Корабельно-катерний склад | Корабельно-катерний склад | Корабельно-катерний склад | Корабельно-катерний склад | Корабельно-катерний склад |
| ------------------------- | ------------------------- | ------------------------- | ------------------------- | ------------------------- | ------------------------- |
| Р-21                      |                           | Giorgi Toreli             | проект 205П               |                           |                           |
| Р-22                      |                           | Кутаісі                   | тип Тюрк                  |                           |                           |
| Р-23                      |                           | Ochamchire                | Island class              | 18.10.2018                |                           |
| Р-24                      |                           | Sukhumi                   | турецкий тип "KAAN-33"    | 06.2008                   |                           |
| Р-25                      |                           | Dioskuria                 | Island class              | 18.10.2018                |                           |
| Р-101                     |                           | Tsonte Dadiani            | тип Point                 |                           |                           |
| Р-102                     |                           | General Mazniashvili      | тип Point                 |                           |                           |
| Р-103                     |                           | Батумі                    | проект 1400М "Гриф"       |                           |                           |
| Р-104                     |                           |                           | проект 1400М "Гриф"       |                           |                           |
| Р-105                     |                           | Іверія                    | тип Дилос                 |                           |                           |
| Р-106                     |                           | Местія                    | тип Дилос                 |                           |                           |
| Р-107                     |                           |                           | проект 18629 «Мустанг-99» |                           |                           |
| Р-108                     |                           |                           | турецький тип "KAAN-20"   |                           |                           |
| Р-109                     |                           | Пазісі                    | проект 1400М "Гриф"       |                           |                           |
| Р-201                     |                           |                           | проект 18629 «Мустанг-99» |                           |                           |
| Р-202                     |                           |                           | проект 1400М "Гриф"       |                           |                           |
| Малі катери               |                           |                           |                           |                           |                           |
| Р-001                     |                           |                           | Dountless class           |                           |                           |
| Р-002                     |                           |                           | Dountless class           |                           |                           |
| Р-04                      |                           |                           | Zodiak class              |                           |                           |
| Р-005                     |                           |                           | тип ARESS 44 CPB-N        |                           |                           |
| Р-006                     |                           |                           | тип ARESS 44 CPB-N        |                           |                           |
| Р-007                     |                           |                           | тип ARESS 44 CPB-N        |                           |                           |
| Р-011                     |                           |                           | Zodiak class              |                           |                           |
| маломірний катер          |                           |                           |                           |                           |                           |

## Галерея

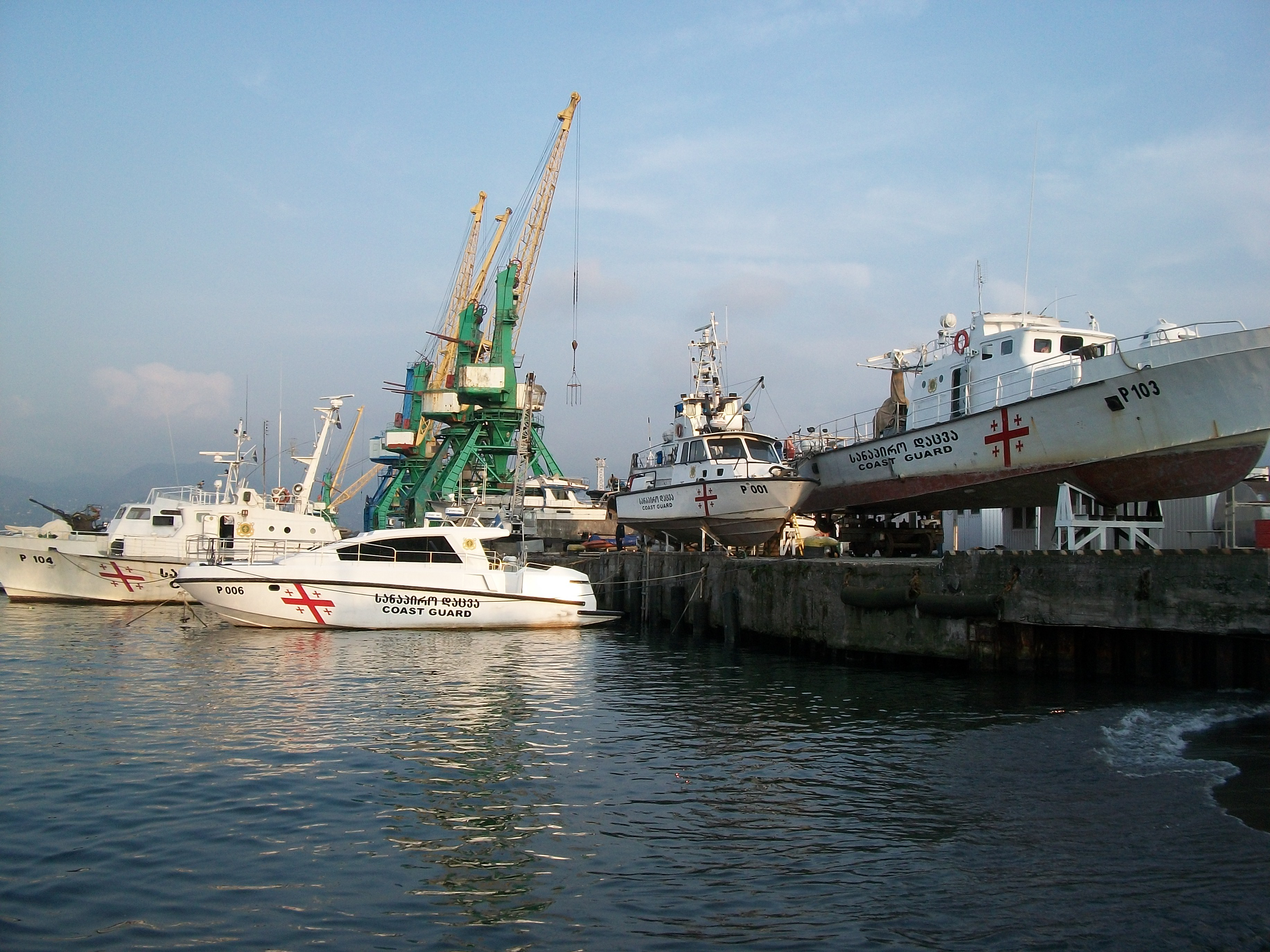
Катери берегової охорони Грузії в порту міста Батумі